# روابط ارمنستان و آذربایجان در مسابقه آواز یوروویژن
ارمنستان از سال ۲۰۰۶ در مسابقه آواز یوروویژن، یک رقابت موسیقی پان‌اروپایی، شرکت کرده است، در حالی که آذربایجان از سال ۲۰۰۸ در این مسابقه حضور دارد. درگیری بین این دو کشور بر سر منطقه ناگورنو-قره‌باغ کوهستانی، که از نظر حقوقی توسط سازمان ملل متحد به عنوان بخشی از آذربایجان شناخته می‌شود اما از سال ۱۹۹۳ تا ۲۰۲۳ به‌طور کامل یا جزئی تحت کنترل جمهوری خودخوانده آرتساخ مورد حمایت ارمنستان بود، بر مسابقه آواز یوروویژن در چندین نوبت تأثیر گذاشته است.
درگیری‌های بین ارمنستان و آذربایجان برای اولین بار در سال ۲۰۰۶ ظاهر شد، زمانی که رسانه‌های آذربایجان از وب‌سایت این رویداد انتقاد کردند که قره‌باغ کوهستانی را به‌عنوان زادگاه اولین نماینده ارمنستان، آندره، به‌عنوان بخشی از اتحاد جماهیر شوروی آذربایجان در آن زمان فهرست کرده بود. درگیری‌ها به‌طور قابل توجهی در طول 2009 تشدید شد. در طول دور نیمه نهایی، مقامات آذربایجان به تصویر یادبود قره باغ کوهستانی ما کوه‌های خود هستیم در طی یک ویدیوی مقدماتی برای ورود ارمنستان اعتراض کردند.
ارمنستان در فینال با نمایش چندین تصویر از بنای تاریخی و ارائه نتایج آن پاسخ داد. پس از این مسابقه، گزارش‌هایی منتشر شد مبنی بر اینکه صدا و سیمای جمهوری آذربایجان برای سانسور ورودی ارمنستان در فید پخش خود دستکاری کرده است و دولت آذربایجان از شهروندانی که به ارمنستان رای داده‌اند بازجویی می‌کند و آنها را به غیر وطن‌پرستی و تهدیدی برای امنیت متهم می‌کند. در پی تحقیقی، آذربایجان به دلیل نقض حریم خصوصی رای‌دهندگان توسط اتحادیه رادیو و تلویزیون اروپا (EBU) جریمه شد.
پس از مسابقه آواز نوجوانان یوروویژن ۲۰۱۰، رسانه‌های ارمنی مدعی شدند که پخش آذربایجانی مسابقه زمانی که مشخص شد ارمنستان برنده شده است، قطع شده است. با این حال، در مورد اینکه آیا این مسابقه حتی در آذربایجان پخش می‌شود، اختلاف نظر وجود داشت زیرا این کشور هنوز در آن شرکت نکرده بود.
بنابراین، هنگامی که آذربایجان برای میزبانی مسابقه آواز یوروویژن ۲۰۱۲ پس از پیروزی‌اش در ۲۰۱۱ آماده می‌شد، گروهی از موسیقی‌دانان ارمنی اقدام به تحریم این مسابقه کردند و ارمنستان در نهایت به دلیل نگرانی‌های امنیتی از شرکت در این مسابقه انصراف داد. این موضوع باعث شد که پخش‌کننده ارمنی به خاطر اعلام دیرهنگام جریمه شود.
در آستانه مسابقه ۲۰۱۵، درگیری‌ها بین دو کشور دوباره بروز کرد، زمانی که شایعاتی مطرح شد مبنی بر اینکه اثر ارمنی، "Don't Deny"، به‌عنوان فراخوانی برای شناسایی نسل‌کشی ارمنی‌ها تلقی می‌شود (که صدمین سالگرد آن پیش از مسابقه گرامی داشته شد).
در حالی که آذربایجان نسل‌کشی را انکار می‌کند، مقامات این کشور بیانیه ای صادر کردند و ارمنستان را به دلیل تلاش برای استفاده از این مسابقه به عنوان خروجی برای «جاه طلبی‌های سیاسی» خود تهدید کردند. این آهنگ متعاقباً برای رفع نگرانی‌ها در مورد مضامین سیاسی ادعایی‌اش، «با سایه روبه‌رو شو» نام گرفت. در سال 2016، ایوتا موکوچیان نماینده ارمنستان به دلیل نمایش پرچم جمهوری آرتساخ در اولین نیمه نهایی مورد توبیخ قرار گرفت.

## اولین نشانه‌ها
در 2006 - اولین سالی که ارمنستان در آن شرکت کرد، وب سایت رسمی یوروویژن زادگاه آندره مجری آن را در «جمهوری قره باغ کوهستانی» ذکر کرد. رسانه‌های آذربایجان از برگزارکنندگان مسابقه به خاطر به رسمیت شناختن جمهوری انتقاد کردند، به‌ویژه با توجه به اینکه زمانی که آندره در سال ۱۹۷۹ به دنیا آمد، این منطقه یک استان خودمختار در داخل اتحاد جماهیر شوروی آذربایجان بود. لیست محل تولد در نمایه آندره بعداً به‌طور کامل حذف شد.
آذربایجان بعداً اولین حضور خود در یوروویژن را در 2008 انجام داد. این اولین باری بود که ارمنستان و آذربایجان در این مسابقه با یکدیگر رقابت کردند. شرکت ارمنی، " Qélé, Qélé " اثر سیروشو در جایگاه چهارم به پایان رسید، در حالی که ورودی افتتاحیه آذربایجان، " روز پس از روز " توسط النور حسین‌اف و سامر جوادزاده در جایگاه هشتم قرار گرفت.

## مسابقه ۲۰۰۹

### کارت پستال ارمنی
در اولین نیمه نهایی مسابقه آواز یوروویژن ۲۰۰۹، ویدئوی "کارت پستال" که اجرای ارمنی " جان جان " را معرفی می‌کند، در میان دیگر بناهای تاریخی، ما کوه‌های ما هستیم، یک اثر هنری واقع در شهر استپاناکرت، پایتخت قره باغ کوهستانی را به تصویر می‌کشد. . با توجه به ادعاهای این کشور در مورد منطقه، مقامات آذربایجان با نمایش این کارت پستال به عنوان یک مکان دیدنی ارمنستان مخالفت کردند. برای پخش فینال، ویدیو ویرایش شد.
در اعتراض به این تصمیم، عکس‌های متعددی از «ما کوه‌های ما هستیم» در حین ارائه نتایج رأی‌گیری از ارمنستان به نمایش گذاشته شد. یکی بر روی صفحه ویدئویی در میدان جمهوری ایروان در پس زمینه نمایش داده شد و دیگری در پشت کلیپ بوردی که سیروشو مجری رای‌گیری ارمنی در حال خواندن نتایج آن بود، نمایش داده شد.

### سانسور و بازجویی از رأی دهندگان در جمهوری آذربایجان
پس از این مسابقه، گزارش‌هایی منتشر شد مبنی بر اینکه شبکه تلویزیونی اجتماعی، تلاش کرده است اجرای ارمنستان را از پخش فینال خود سانسور کند و شماره رای برای ورودی را پنهان کرده است تا از رای دادن به آن جلوگیری کند. İTV این ادعاها را تکذیب کرد و فیلمی ارائه کرد که نشان می‌داد پخش آن دستکاری نشده است.
در آگوست ۲۰۰۹، تعدادی از آذربایجانی‌هایی که در طول مسابقه به ورود ارمنستان رای داده بودند برای بازجویی به وزارت امنیت ملی در باکو احضار شدند که طی آن آنها به «غیر وطن‌دوست» و «یک تهدید امنیتی بالقوه» متهم شدند. یکی از احضار شدگان، روشن نصیرلی (که به " جان جان " رای داده بود، زیرا احساس می‌کرد که انعکاس بهتری از موسیقی آذربایجان نسبت به " همیشه "، نماینده واقعی کشور است) گفت که بازجویانش به او گفته‌اند که نام و نشانی تمام ۴۳ آذربایجانی که به ارمنستان رای داده بودند دارند.
در پی این گزارش‌ها، سوانته استوکسلیوس، ناظر اجرایی آن زمان مسابقه آواز یوروویژن، شروع به تحقیق دربارهٔ این حوادث را اعلام کرد. تلویزیون İctimai در پاسخ خود اظهار داشت که در حالی که دو نفر به وزارت امنیت ملی دعوت شده بودند، وزارت امنیت ملی تضمین داده است که هیچ‌کس چه به صورت رسمی و چه غیررسمی در مورد رای دادن در خود مسابقه مورد بازجویی قرار نگرفته است. ژان رویلون، مدیر کل وقت EBU در پاسخ به این موضوع گفت که آزادی رای یکی از سنگ بناهای این مسابقه است و «هر گونه نقض حریم خصوصی در مورد رای دادن، یا بازجویی از افراد، کاملا غیرقابل قبول است». آزاد رحیموف وزیر ورزش و جوانان آذربایجان احضار افراد به وزارت امنیت ملی در مورد رای دادن به نماینده ارمنستان را تکذیب کرد و رادیو اروپای آزاد و سایر خبرگزاری‌ها را به گزارش این ادعاها برای ایجاد رسوایی متهم کرد.

## مسابقه ۲۰۱۲
در سال ۲۰۱۲ پس از پیروزی جمهوری آذربایجان در ۲۰۱۱ به میزبانی باکو پایتخت آذربایجان برگزار شد. آذربایجان به‌طور موقت سیاست روادید خود را اصلاح کرد تا به ارمنیان که معمولاً از ورود به کشور منع می‌شوند اجازه شرکت در این مراسم را بدهد.
با این حال، در فوریه ۲۰۱۲، در پی حادثه ای که در آن یک سرباز ارمنی ۲۰ ساله در مرز بین دو کشور به ضرب گلوله کشته شد، تلاشی جهت بایکوت در ارمنستان آغاز شد. مقامات ارمنستان ابتدا علت مرگ این سرباز را یک تک تیرانداز آذربایجانی دانستند. با این حال، گزارش‌های متناقض حاکی از آن است که مرگ در نتیجه آتش خودی بوده است.
همچنین در ماه فوریه، الهام علی اف، رئیس‌جمهور آذربایجان، بیانیه ای مبنی بر اینکه آنها «سیاستمداران ریاکار و فاسد» را کنترل می‌کنند، مجدداً مواضع این کشور علیه ارامنه را تأیید کرد. ۲۲ نوازنده ارمنی، از جمله نمایندگان قبلی ارمنستان یوروویژن، امی و اوا ریواس، نامه ای سرگشاده در حمایت از تحریم امضا کردند که در آن بیان شده بود که «از حضور در کشوری که به کشتار جمعی و قتل‌عام ارامنه مشهور است، در کشوری که احساسات ضد ارمنی به سطح سیاست دولتی ارتقا یافته است خودداری می‌کنند.»

## یوروویژن جوانان

### مسابقه ۲۰۲۲
پس از پیروزی مالنا در سال ۲۰۲۱، به ارمنستان حق میزبانی مسابقه آواز یوروویژن نوجوانان ۲۰۲۲ داده شد که در نهایت در ایروان برگزار شد. آذربایجان بعداً بدون ارائه دلیل رسمی عدم شرکت خود در این دوره را تأیید کرد. این رویداد توجه و علاقه گسترده‌ای را در ارمنستان به خود جلب کرد و ارامنه زیادی در این نمایش و برنامه‌های جانبی آن شرکت کردند. گروه‌هایی از کودکان قره‌باغ کوهستانی نیز در میان شرکت‌کنندگان بودند، اما پس از پایان مراسم، آنها در خاک ارمنستان محاصره شدند و نتوانستند به خانه برگردند، زیرا گروه‌هایی آذربایجانی گذرگاه لاچین را محاصره کرده بودند. کریدور، تنها جاده ای که ارمنستان را به قره باغ کوهستانی متصل می‌کند.